# Хэй, Джон, 4-й маркиз Твиддэйл
Джон Хэй, 4-й маркиз Твиддэйл (англ. John Hay, 4st Marquess of Tweeddale; 1695 — 9 декабря 1762) — шотландский дворянин и политик.

## Биография
Родился в 1695 году. Старший сын Чарльза Хэя, 3-го маркиза Твиддэйла (1667—1715), и леди Сюзанны Гамильтон (1667—1737), дочери Уильяма Дугласа-Гамильтона, 1-го графа Селкирка, и Энн Гамильтон, 3-й герцогини Гамильтон.
17 декабря 1715 года после смерти отца Джон Хэй унаследовал титулы 4-го маркиза Твиддэйла, 5-го графа Твиддэйла, 12-го лорда Хэя из Йестера, 4-го графа Гиффорда и 4-го виконта Уолдена.
Маркиз Твиддэйл обладал юридическими знаниями и был назначен чрезвычайным лордом сессии в 1721 году, последним человеком, занимавшим этот пост. Он был одним из шотландских пэров-представителей в Палате лордов Великобритании в 1722—1734, 1742—1762 годах. После свержения Роберта Уолпола в феврале 1742 года новый премьер-министр Уильям Палтни, 1-й граф Бат, восстановил должность министра по делам Шотландии (она находилась в бездействии с 1739 года) и назначил на неё маркиза Твиддэйла, также сделав Джона Хэя главным хранителем печати и тайным советником.
Английские члены правительства отвергли идею о том, что близится восстание якобитов. Маркиз Твиддэйл, который находился в Лондоне в 1745 году, был также настроен скептически, и даже после того, как ему было известно, что горцы выступили из Перта в свой поход на юг, он написал лорду-адвокату: «я льщу себя надеждой, что они были в состоянии сделать без большого прогресса», в тот день, когда молодой претендент вошел в Холирудский дворец.
В феврале 1746 года, когда якобитское восстание все еще было активным, произошел министерский кризис. Когда король отказался принять Питта в правительство, премьер-министр Генри Пелэм подал в отставку вместе с членами администрации, которые его поддерживали. Когда граф Гренвиль и маркиз Твиддэйл безуспешно попытались сформировать министерство, Генри Пелэм вернулся на свой пост. Гренвиль и Твиддэйл были исключены из восстановленного правительства. Должность государственного секретаря Шотландии была упразднена во второй раз, и Джон Хэй, маркиз Твиддэйл, подал в отставку со своего поста хранителя печати.
Маркиз Твиддэйл был управляющим Банком Шотландии с 1742 года и генеральным лордом юстиции в 1761 году до своей смерти в 1762 году.
Джон Хэй был членом Ордена Вольных садовников. Он был посвящен в Ложу свободных садовников Данфермлина в 1721 году и был немедленно назначен канцлером (мастером) Ложи. Его интерес к Ложе свободных садовников был постоянным, так как он снова был зарегистрирован как канцлер Ложи в 1742 году. Нет никаких записей о том, что он стал масоном.

## Семья
24 мая 1748 года лорд Твиддэйл женился на леди Элизабет (или Фрэнсис) Картерет (6 апреля 1718 — 25 декабря 1788), младшей дочери Джона Картерета, 2-го графа Гренвиля, и его первой жены Фрэнсис Уорсли. У супругов было три дочери и два сына:
- Леди Сюзанна Хэй (2 марта 1750 — 27 июня 1757)
- Джон Хэй (род. 27 апреля 1751), умер в младенчестве
- Леди Кэтрин Хэй (7 июня 1753 — 11 июля 1776), муж с 1774 года майор Уильям Хэй (? — 1781)
- Леди Грейс Хэй (16 июня 1753 — 26 августа 1771)
- Джордж Хэй, 5-й маркиз Твиддэйл (12 июля 1758 — 4 октября 1770), второй сын и преемник отца.

9 декабря 1762 года Джон Хэй, 4-й маркиз Твиддэйл, скончался в Лондоне. Ему наследовал его второй сын Джордж Хэй, 5-й маркиз Твиддэйл, умерший в 1770 году в возрасте 12 лет. Затем титул перешел к его дяде, Джорджу Хэю, 6-му маркизу Твиддэйлу (ок. 1700—1787).